# Deep Cuts, Volume 1 (1973–1976)
«Deep Cuts, Volume 1 (1973—1976)» — збірка пісень гурту «Queen» між 1973 і 1976 роками. На відміну від інших збірок, випущених «Queen», «Deep Cuts» містить пісні, які не так відомі, як хіти «Queen». Альбом вийшов 14 березня 2011 року в рамках святкування 40-річчя «Queen». «Deep Cuts Volume 1» вийшов одночасно з перевиданням перших п'яти альбомів «Queen» («Queen», «Queen II», «Sheer Heart Attack», «A Night at the Opera» і «A Day at the Races»). Всі вибрані пісні були особистими улюбленими піснями, що не були хітами, відібраними Браяном Меєм, Роджером Тейлором і Тейлором Хокінсом (барабанщик «Foo Fighters»). Це єдиний реліз з повним закінченням пісень «The March of The Black Queen» (в альбомі «Queen II» вона переходить у пісню «Funny How Love Is») і «Ogre Battle» (в альбомі «Queen II» вона переходить у пісню «The Fairy Feller's Master-Stroke»). Три пісні «Tenement Funster», «Flick of the Wrist» і «Lily of the Valley» переходять одна в одну так само, як і в оригінальному альбомі «Sheer Heart Attack».

## Трек-лист
| #   | Назва                                                              | Автор                                          | Тривалість |
| --- | ------------------------------------------------------------------ | ---------------------------------------------- | ---------- |
| 1.  | «Ogre Battle» (з Queen II, 1974)                                   | Фредді Мерк'юрі                                | 4:14       |
| 2.  | «Stone Cold Crazy» (з Sheer Heart Attack, 1974)                    | Браян Мей, Мерк'юрі, Роджер Тейлор, Джон Дікон | 2:13       |
| 3.  | «My Fairy King» (з Queen, 1973)                                    | Мерк'юрі                                       | 4:08       |
| 4.  | «I'm in Love with My Car» (з A Night at the Opera, 1975)           | Тейлор                                         | 3:05       |
| 5.  | «Keep Yourself Alive» (з Queen, 1973)                              | Мей                                            | 3:46       |
| 6.  | «Long Away» (з A Day at the Races, 1976)                           | Мей                                            | 3:33       |
| 7.  | «The Millionaire Waltz» (з A Day at the Races, 1976)               | Мерк'юрі                                       | 4:54       |
| 8.  | «'39» (з A Night at the Opera, 1975)                               | Мей                                            | 3:30       |
| 9.  | «Tenement Funster» (з Sheer Heart Attack, 1974)                    | Тейлор                                         | 2:46       |
| 10. | «Flick of the Wrist» (з Sheer Heart Attack, 1974)                  | Мерк'юрі                                       | 3:17       |
| 11. | «Lily of the Valley» (з Sheer Heart Attack, 1974)                  | Мерк'юрі                                       | 1:45       |
| 12. | «Good Company» (з A Night at the Opera, 1975)                      | Мей                                            | 3:23       |
| 13. | «The March of the Black Queen» (з Queen II, 1974)                  | Мерк'юрі                                       | 6:38       |
| 14. | «In the Lap of the Gods... Revisited» (з Sheer Heart Attack, 1974) | Мерк'юрі                                       | 3:46       |

## Музиканти
- Фредді Мерк'юрі: головний і бек-вокали, піаніно.
- Браян Мей: гітари, головний вокал у «'39», «Long Away» і «Good Company», вокал у бріджі у «Keep Yourself Alive», бек-вокал, укулеле, дзвіночки.
- Роджер Тейлор: ударні, перкусія, головний вокал у «Tenement Funster» і «I'm in Love with My Car», вокальна лінія у «The March of the Black Queen», вокал у бріджі у «Keep Yourself Alive».
- Джон Дікон: бас-гітара, акустична гітара.